# Umaro Embaló
Umaro Embaló (Guinea-Bisáu, 6 de mayo de 2001) es un futbolista portugués que juega como delantero en el Fortuna Sittard de la Eredivisie.

## Trayectoria
Formado en las categorías inferiores del S. L. Benfica desde 2016, con las que fue subcampeón de la Liga Juvenil de la UEFA 2019-20, abandonó la entidad lisboeta en agosto de 2022 para jugar en los Países Bajos con el Fortuna Sittard. Tras un año allí fue prestado con opción de compra al F. C. Cartagena para la temporada 2023-24, aunque esta la terminó en Portugal después de llegar al Rio Ave F. C. en el mes de enero. La siguiente campaña la inició en el conjunto neerlandés y enero volvió a ser cedido a un equipo portugués, en este caso al Vitória S. C.

## Estadísticas

### Clubes
Actualizado al último partido disputado el 26 de octubre de 2024.
| Club                           | Div.          | Temporada     | Liga  | Liga  | Liga   | Copas nacionales | Copas nacionales | Copas nacionales | Copas internacionales | Copas internacionales | Copas internacionales | Total | Total | Total  |
| Club                           | Div.          | Temporada     | Part. | Goles | Asist. | Part.            | Goles            | Asist.           | Part.                 | Goles                 | Asist.                | Part. | Goles | Asist. |
| ------------------------------ | ------------- | ------------- | ----- | ----- | ------ | ---------------- | ---------------- | ---------------- | --------------------- | --------------------- | --------------------- | ----- | ----- | ------ |
| S. L. Benfica "B" Portugal     | 2.ª           | 2018-19       | 3     | 0     | 0      | —                | —                | —                | —                     | —                     | —                     | 3     | 0     | 0      |
| S. L. Benfica "B" Portugal     | 2.ª           | 2019-20       | 9     | 2     | 0      | —                | —                | —                | —                     | —                     | —                     | 9     | 2     | 0      |
| S. L. Benfica "B" Portugal     | 2.ª           | 2020-21       | 16    | 0     | 0      | —                | —                | —                | —                     | —                     | —                     | 16    | 0     | 0      |
| S. L. Benfica "B" Portugal     | 2.ª           | 2021-22       | 31    | 4     | 9      | —                | —                | —                | —                     | —                     | —                     | 31    | 4     | 9      |
| S. L. Benfica "B" Portugal     | Total club    | Total club    | 59    | 6     | 9      | 0                | 0                | 0                | 0                     | 0                     | 0                     | 59    | 6     | 9      |
| Fortuna Sittard · Países Bajos | 1.ª           | 2022-23       | 27    | 3     | 3      | 1                | 0                | 0                | —                     | —                     | —                     | 28    | 3     | 3      |
| F. C. Cartagena · España       | 2.ª           | 2023-24       | 16    | 0     | 1      | 2                | 0                | 0                | —                     | —                     | —                     | 18    | 0     | 1      |
| F. C. Cartagena · España       | Total club    | Total club    | 16    | 0     | 1      | 2                | 0                | 0                | 0                     | 0                     | 0                     | 18    | 0     | 1      |
| Rio Ave F. C. Portugal         | 1.ª           | 2023-24       | 14    | 1     | 1      | —                | —                | —                | —                     | —                     | —                     | 14    | 1     | 1      |
| Rio Ave F. C. Portugal         | Total club    | Total club    | 14    | 1     | 1      | 0                | 0                | 0                | 0                     | 0                     | 0                     | 14    | 1     | 1      |
| Fortuna Sittard · Países Bajos | 1.ª           | 2024-25       | 1     | 0     | 0      | 0                | 0                | 0                | —                     | —                     | —                     | 1     | 0     | 0      |
| Fortuna Sittard · Países Bajos | Total club    | Total club    | 28    | 3     | 3      | 1                | 0                | 0                | 0                     | 0                     | 0                     | 29    | 3     | 3      |
| Total carrera                  | Total carrera | Total carrera | 117   | 10    | 14     | 3                | 0                | 0                | 0                     | 0                     | 0                     | 120   | 10    | 14     |

## Palmarés

### Títulos nacionales
| Título                          | Club          | País     | Año     |
| ------------------------------- | ------------- | -------- | ------- |
| Campeonato Nacional de Juniores | S. L. Benfica | Portugal | 2017-18 |